# الكساد الكبير في المملكة المتحدة

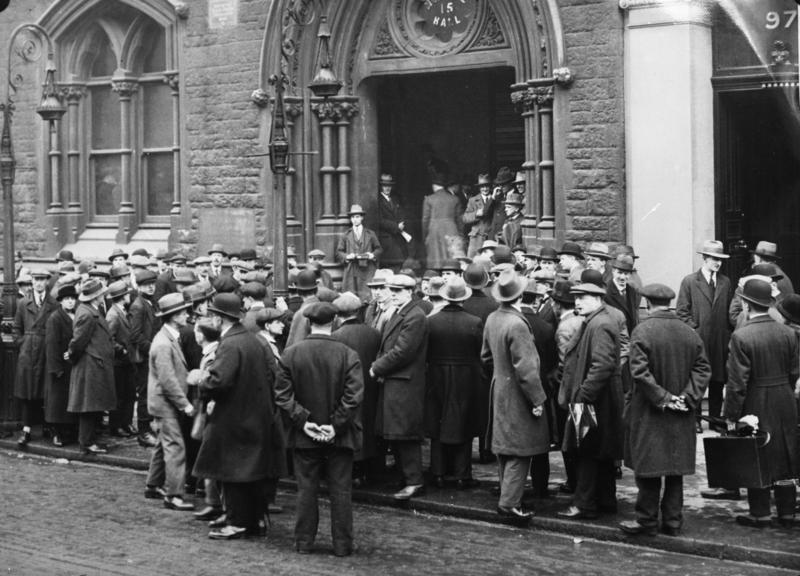

الكساد الكبير في المملكة المتحدة، يُعرف أيضًا باسم الركود الكبير، هو فترة من الركود أصابت الاقتصاد الوطني البريطاني في عقد الثلاثينيات من القرن العشرين، والتي كانت امتدادًا للكساد الاقتصادي الكبير. يُعتبر الكساد الكبير في المملكة المتحدة الأكبر من نوعه والأعمق أثرًا في تاريخ بريطانيا في القرن العشرين. ابتدأ الكساد الكبير من الولايات المتحدة في أواخر العام 1929 وسرعان ما انتشر في العالم بأسره. لم تمرّ بريطانيا بفترة الازدهار الاقتصادي التي مرّت بها الولايات المتحدة، وألمانيا، وكندا، وأستراليا في عشرينيات القرن العشرين، ولهذا كان أثر الكساد عليها أقل حدّة. هبطت واردات التجارة البريطانية في العالم إلى النصف (1929-1933)، وانخفض ناتج الصناعات الثقيلة بنسبة الثلث، وتراجعت أرباح العمالة في جميع القطاعات تقريبًا. في فترة الحضيض من صيف العام 1932، بلغ عدد العاطلين عن العمل المسجّلين 3.5 مليون شخصًا، ولم يكن لدى غيرهم الكثيرين سوى وظائف بدوام جزئي.
كانت المناطق الأكثر تضررًا اقتصاديًا هي المناطق الصناعية والمناجم في شمال إنجلترا، واسكوتلندا، وشمال أيرلندا، وويلز. بلغت نسبة البطالة 70% في بعض المناطق في بداية الثلاثينيات من القرن العشرين (بوجود 3 ملايين عاطل عن العمل على مستوى البلاد) واعتمدت الكثير من العائلات بشكل كامل على الإعانات الحكومية. من ناحية سياسية، هيمن حزب المحافظين على السياسة في تلك الحقبة وتلقى حزب العمال ضربة هزت أركانه.

## خلفية
وقع الكساد الكبير بين الأعوام 1929-1933 في الوقت الذي كانت فيه المملكة المتحدة ما تزال في مرحلة التعافي من آثار الحرب العالمية الأولى. أثبت خبير الاقتصاد لي أونيان أن الناتج الاقتصادي قد انخفض بنسبة 25% بين 1918 و1921 ولم يتعافَ سوى مع نهاية الكساد الكبير، وجادل بأن المملكة المتحدة قد مرت بمرحلة كساد كبير امتدت لعشرين عامًا بدأت منذ العام 1918. مقارنة بغيرها من دول العالم، فقد تراجع الناتج الاقتصادي في المملكة المتحدة بنسبة معتدلة بين الأعوام 1929 و1934.
بالنسبة للصناعات الثقيلة والتي شكّلت أساس تجارة الصادرات البريطانية (مثل استخراج الفحم، وبناء السفن والصلب) فقد تركزت بشكل كبير في بعض المناطق البريطانية، مثل شمال إنجلترا، وجنوب ويلز، وشمال أيرلندا، ووسط اسكوتلندا، في حين تركزت الصناعات الأحدث نسبيًا في جنوب ووسط إنجلترا. بلغ الناتج البريطاني خلال عشرينيات القرن العشرين نسبة 80-100%، والصادرات 80% من النسبة التي كانت عليها قبل الحرب.

## قاعدة الذهب
ابتداءً من العام 1921 راحت بريطانيا تتعافى ببطء من آثار الحرب والركود الذي تبعها. ولكن في أبريل 1925، وبناءً على نصيحة من بنك إنجلترا، أعاد مستشار الخزانة، وينستون تشرتشل المنتمي لحزب المحافظين، اعتماد الجنيه الإسترليني في قاعدة الذهب بسعر الصرف الذي كان عليه قبل الحرب، 4.86$ مقابل الباوند. جعلت هذه العملية الباوند قابلًا للتحويل بقيمته ذهبًا، ولكن على درجة معينة جعلت الصادرات البريطانية أغلى سعرًا في أسواقها العالمية. قُدّر سعر الذهب بنسبة 10-14% أكبر من قيمته، وهو ما أدى إلى تقليل المنافسة على التصدير بين الفحم والصلب. ولتعويض الآثار المترتبة على سعر الصرف المرتفع، سعت صناعات التصدير إلى تخفيض النفقات عبر تقليل أجور العمال.
مرت المناطق الصناعية في حالة ركود طوال السنوات المتبقية من عشرينيات القرن العشرين. تلقّت تلك الصناعات أقل القليل من الاستثمارات أو التحديث. طوال عقد العشرينيات، حافظت نسبة البطالة على ثباتها عند رقم المليون.

## الأزمة الاقتصادية وحكومة أقلية حزب العمال
في مايو 1929، وبدعم من الليبراليين، شكّل حزب العمال حكومة أقلية ترأسها رامزيه ماكدونالدز. وكانت تلك هي المرة الثانية فقط التي يتسلم فيها حزب العمال مقاليد الحكومة (وصلوا إلى الحكم لفترة وجيزة في العام 1924). لم يكن لدى غالبية أعضاء الحكومة معرفة عميقة بعلم الاقتصاد أو أي خبرة في إدارة الاقتصاد الوطني. لم يكن حزب العمال بقيادة ماكدونالدز ذا توجّه راديكالي في التفكير الاقتصادي، وكان يتبنّى أساسيات الاقتصاد الكلاسيكي المشددة على الحفاظ على فائض الميزاينة بأي ثمن.
في أكتوبر 1929، آذن انهيار سوق البورصة في نيويورك ببدء الكساد الكبير. صرّح جون ماينارد كينز، والذي لم يتنبّأ بالركود، قائلًا: «لن يكون ثمة عواقب مباشرة على لندن. ونعتقد أن الآفاق المستقبلية مشجعة بلا شك».
إلا أن المتشائمين من اليسار مثل سيدني وبيتريس ويب، وجيه إيه هوبسون، وجي دي إيتش كول راحوا يطلقون تحذيراتهم المتكررة بخصوص موت الرأسمالية الوشيك والتي كرروها لسنوات، وكان الآن لديهم مَن يُلقي لهم بالًا. ابتداءً من العام 1935، قدم نادي الكتاب اليساري تحذيرًا شهريًا، وراكَم مصداقية بخصوص الاشتراكية على النمط السوفييتي بوصفها البديل.
هزّ السقوط الاقتصادي الأمريكي الناجم عن الكساد العالمَ بأسره: فقد انكمشت التجارة، وتهاوت الأسعار، وواجهت الحكومات أزمات مالية مع نفاد دعم التأمين الأمريكي. تبنّت العديد من البلدان خططَ استجابةٍ طارئة للأزمة عبر إنشاء قيود تجارية وتعريفات جمركية، وهو ما أدى إلى تفاقم الأزمة بسبب إعاقة تدفق التجارة العالمية. حاولت الإمبراطورية البريطانية أن تعضد نفسها بتطبيق تعريفات جمركية مخفضة بين الدول الأعضاء في نفس الوقت الذي رفعت فيه نسبة التعريفات الجمركية مع الولايات المتحدة وغيرها من البلدان.
خلّف الكساد في بريطانيا آثاره المباشرة والمدمّرة على المناطق الصناعية، بسبب انهيار الطلب على المنتجات البريطانية. بحلول نهاية العام 1930، بلغت نسبة البطالة أكثر من الضعف إذ ارتفعت من مليون إلى 2.5 مليون (من 12% إلى 20% من القوة العاملة المؤمنة)، وتهاوت نسبة الصادرات إلى 50%. في غضون تلك الفترة، لم يوجد سوى القليل من إعانات البطالة، وهكذا فقد دفعت حالة البطالة واسعة النطاق تلكَ شرائح عديدة من البريطانيين إلى قاع الفقر. تراجعت الإيرادات الحكومية مع تهاوي الناتج القومي، وارتفعت تكاليف مساعدة العاطلين عن العمل. تلقّت المناطق الصناعية أكبر الضرر الحاصل، جنبًا إلى جنب مع مقاطعات استخراج الفحم. تضررت لندن وجنوب شرق إنجلترا بدرجة أقل. في العام 1933، كان 30% من أهل غلاسجو عاطلين عن العمل بسبب التراجع الحاد في الصناعات الثقيلة.
بضغط من حلفائها الليبراليين والمعارضة المحافظة، شكّلت حكومة حزب العمال لجنة لمراجعة حالة المالية العامة. حثّ تقرير مايو المنشور في يوليو 1931 على خفض أجور القطاع العام وتخفيضات كبيرة في الإنفاق العام (وأبرزها المعونات الاجتماعية للعاطلين عن العمل) وذلك لتجنّب وقوع عجز في الميزانية. كان المزاج السائد حينها أن حدوث عجز في الميزانية هو خطر داهم يجب تفاديه؛ تمثّل اقتراح التقرير في توفير 24 مليون جنيه أسترليني بفرض ضرائب على الأغنياء، و96 مليون جنيه أسترليني عبر الاقتصاديات، يأتي منها 64 مليون جنيه أسترليني من تعويضات البطالة. لم تحظَ تلك المقترحات بشعبية ضمن حزب العمال وفي أوساط مناصريه، والنقابات العمالية، وبعض الوزراء في الحكومة، والذين رفضوا جميعًا دعم هكذا إجراءات. أصرّ مستشار الخزانة، فيليب سنودين، على تبنّي توصيات التقرير لتجنّب تكبّد عجز في الميزانية.
في مذكّرة صادرة في يناير 1930، اقترح أحد الوزراء في الحكومة، أوزوالد موزلي، أن تسيطر الحكومة على الصيرفة والصادرات، وأن تزيد المعاشات التقاعدية لدعم القوة الشرائية. وعندما رُفضت مقترحاته، ترك موزلي حزب العمال ليشكّل الحزب الجديد، ولاحقًا اتحاد الفاشيين البريطانيين.